# متیو بلیز
متیو بلیز (انگلیسی: Mathieu Blais؛ زادهٔ ۲۷ مارس ۱۹۸۲) بازیکن فوتبال اهل فرانسه است.